# Definitie van de situatie
Definitie van de situatie is een interpretatie van een gebeurtenis op basis van geïnternaliseerde waarden. Het is een belangrijk begrip in het symbolisch interactionisme en werd geïntroduceerd door W.I. Thomas.
Hij stelde dat de definitie van de situatie van invloed is op de betekenis die wordt gegeven aan al het handelen. Eenzelfde handeling kan daardoor afhankelijk van de context waarin deze plaatsvindt op verschillende manieren worden uitgelegd. Indien betrokkenen een andere definitie van de situatie hebben, dan kan dit voor misverstanden zorgen. Volgens het Thomas-theorema zal dit dan ook daadwerkelijke gevolgen hebben.
De labelingtheorie stelt zelfs dat dit deviant gedrag in de hand werkt. De handeling zelf noemde Lemert de primaire deviantie, de reactie daarop door de betrokken persoon de secundaire deviantie. Deze secundaire deviantie draagt bij tot het stigma dat de persoon vervolgens krijgt, wat de zelfbevestigende voorspelling in de hand werkt.
Afhankelijk van de cultuur worden dan ook bepaalde situaties ondubbelzinnig gedefinieerd om misverstanden te vermijden.